# Mens erger je niet (boek)
Mens erger je niet is de Nederlandstalige vertaling van het boek Games People Play: The Psychology of Human Relationships van de Canadese psychiater Eric Berne. 

## Transactionele analyse
In de eerste helft van het boek beschrijft Eric Berne transactionele analyse. Transactionele analyse of TA is een stroming mede voortkomend uit de humanistische psychologie. TA is een persoonlijkheidstheorie, een communicatiemodel en een psychotherapeutische behandelmethode. TA geeft inzicht in gedrag door het aanbieden van concepten en methoden om de interacties tussen mensen, de transacties, en hun eigen interne toestand te analyseren en mensen te helpen veranderen en groeien. TA is oorspronkelijk ontwikkeld door Eric Berne MD, Ph.D. in de jaren '50 en '60 van de twintigste eeuw.

## Spel
In de tweede helft van het boek introduceert Berne het Spel als onderdeel van de transactionele analyse (TA). 
Binnen de TA wordt Spel gedefinieerd als een serie transacties met bijbedoelingen en een voorspelbare uitkomst. Deze uitkomst wordt de payoff genoemd en kan als doel hebben: het verkrijgen van aandacht, sympathie, genoegdoening, ontlading, wraak, of andere emoties die iemands script bevestigen. Zoals  besproken onder Transactionele Analyse onder Script en onder Rackets hebben mensen scriptprocessen vanbinnen ter zelfbescherming, en in hun gedrag in Spelen uiten die zich in de interactie met anderen: in een Spel leef ik mijn script uit.
De dramadriehoek, een zeer bekend model uit de TA, is de vormgeving van een onderliggend patroon in alle Spelen.
Voorbeelden van een Spel:
- "waarom moet mij dit nu weer overkomen?"
- "nu heb ik je te pakken", mensen die uit jaloezie anderen te grazen nemen.
- "het is zo druk", mensen die willen laten geloven dat ze geleefd worden en daar niets aan kunnen doen.

Eric Berne beschrijft een flink aantal Spelen, waarbij hij binnen de verschillende soorten Spelen steeds zeer vergelijkbare structuren waarneemt. Hij maakt daarbij een onderverdeling naar de schadelijkheid en het geaccepteerd zijn van het Spel:
- Eerstegraadsspel verwarrend binnen de sociale omgeving, en redelijk alledaags; in elke privé- en werk-relatie vind je ze.
- Tweedegraadsspel heeft grote sociale gevolgen die vaak onomkeerbaar zijn; verlies van een baan, ontslag, einde van een relatie.
- Derdegraadsspel heeft zeer grote psychische of lichamelijke schade en eindigt ofwel in de gevangenis, ofwel in een gesticht ofwel op het kerkhof.

## Muziek
Het boek inspireerde Joe South tot zijn enige hit in Nederland en België: Games people play.